# Wolfgang Federau
Wolfgang Federau (* 8. März 1894 in Danzig; † 18. Mai 1950 in Lübeck) war ein deutscher Dichter und Schriftsteller. Sein Werk stellt das Leben und die historischen Begebenheiten seiner ostdeutschen Heimat durch Gedichte, Erzählungen, Kurzgeschichten, Schau- und Hörspiele dar.

## Leben
Wolfgang Federau studierte an der Technischen Hochschule Danzig. 1913 brach er jedoch sein Studium ab und reiste nach Livland, wo er als Hauslehrer in einem Pastorat diente. Als der Erste Weltkrieg ausbrach, wurde er in russische Gefangenschaft genommen. Zu diesem Zeitpunkt begann Wolfgang Federau seine ersten Werke zu schreiben. 
Nach Ende des Krieges zog Federau in seine Heimat zurück und trat als Verwaltungsbeamter in den Polizeidienst ein. Nebenbei veröffentlichte er seine ersten Werke, die im deutschsprachigen Raum weiten Anklang fanden und ihn dazu bewegten, weitere Erzählungen, Kurzgeschichten und Hörspiele zu verfassen. Nach dem Zweiten Weltkrieg ließ sich Federau mit seiner Familie in Lübeck nieder und verbrachte dort seine letzten Jahre. Sein bedeutender autobiographischer Roman Versunkene Gärten, noch in Danzig geschrieben, konnte wegen des Kriegsgeschehens erst 1949 in Hamburg veröffentlicht werden.
Wolfgang Federau ist der Vater des deutschen Künstlers und Photographenmeisters Bernt Federau.

## Werke (Auswahl)
- Amur und Tamara (Erzählung), Danzig, 1923
- Das Herz und die Erde (Gedichte), Danzig, 1924
- Danziger Dichter und wir (Prosaschrift), Danzig, 1924
- Jubiläumsbilanz (Groteske), Danzig, 1930
- Der Ungerecht Bürgermeister (Erzählung), Danzig, 1938
- Geliebte Kreatur (Erzählung), Danzig, 1940
- Sybille und ihr Soldat (Briefroman), Danzig, 1940
- Sagen aus Danzig, Westpreußen und dem Warthegau (in der Reihe Deutscher Landschaftssagen), Danzig, 1942
- Die Fixe Idee (Komödie), Danzig, 1944 (Uraufführung in Graudenz)
- Juttas Glück in Afrika (Erzählung), Lübeck, 1949
- Versunkene Gärten (autobiographischer Roman), Hamburg, 1949
- Verwehte Spuren (autobiographischer Roman), Hamburg, 1949
- Du Mensch, Du Zeit, Du Ewigkeit (Gedichte), Lübeck, 1990 (postum veröffentlicht)
- Te Deum (Gedichte), Lübeck, 1990 (postum veröffentlicht)

Zahlreiche Zeitungen, wie Die Woche, Die Jugend, die Leipziger Illustrierte, Westermanns Monatshefte, der Simplizissimus und die Ostdeutschen Monatshefte veröffentlichten Federaus Kurzgeschichten. Der Schriftsteller verfasste ebenfalls Hörspiele, die auf den Sendern Breslau und Königsberg zu hören waren.